# Jonas d'Orléans
Jonas d'Orléans est un auteur ecclésiastique né en Aquitaine aux alentours de 760 et mort vers 843, poète à la cour de Charlemagne. En 818, il succède à Théodulf sur le siège épiscopal d’Orléans. Jonas a assisté à la naissance de la dynastie carolingienne, c'est également un proche de Louis le Pieux et de Pépin Ier d'Aquitaine. Il évolue en fonction de missus dominicus et joue un rôle important dans les Synodes.

## Biographie
Les informations disponibles sur la vie de Jonas d’Orléans sont très fragmentaires. Il est né et a grandi en Aquitaine au VIIIe siècle, il y étudie les lettres avant d’entrer dans les ordres. Ces informations proviennent de Jonas lui-même, qui écrit au roi Pépin d'Aquitaine au début de son De institutione regia : « j’ai dû en quelque sorte m’en remettre de droit et avec fidélité à votre pouvoir – dans le royaume duquel je suis né et ai été élevé, où j’ai été entièrement formé aux lettres et où, ayant reçu la tonsure, je me suis consacré au service du Christ ».
En 817, l’empereur Louis le Pieux rédige l’Ordinatio Imperii désignant son fils Lothaire comme son successeur sur le trône impérial et faisant de ses autres fils, Pépin et Louis, les rois d’Aquitaine et de Bavière. Mais Bernard d'Italie, fils de Pépin, écarté de ce partage, se soulève contre son empereur. Cette tentative de révolte se termine par un échec et par la mort de Bernard en 818, après que Louis le Pieux lui a fait crever les yeux. Pour ce geste, l’empereur doit faire pénitence devant les évêques réunis à Attigny en 822. C’est à la suite des événements de 818 que Jonas est nommé évêque d'Orléans par l’empereur, remplaçant ainsi Théodulfe, emprisonné aux alentours de 817 pour l’implication dans ces intrigues dont Louis et sa cour l’accusent. Témoignage de l’estime de Louis le Pieux à l’égard de Jonas, cette nomination à un poste important survient dans un climat très tendu.
Estimé de ses contemporains pour sa culture et son talent épistolaire, Jonas est également mis à contribution par l’empereur pour résoudre des problèmes touchant autant aux domaines religieux que politique. Il participe au règlement de plusieurs conflits, en qualité de missus de l’empereur. Il joue également un rôle dans les différentes assemblées d’évêques réunies dans les années 820 et 830. Il est encore en vie en 835 au concile de Thionville dont il rédige le compte rendu le 4 mars 835.
Son proche parent Agius lui succède sur le siège épiscopal d'Orléans.

## Œuvres
Jonas d’Orléans est connu pour avoir rédigé, en 831, De institutione regia (en français, L'instruction du roi, réédité en 2002) qu’il adresse au roi carolingien Pépin Ier d'Aquitaine. Ce texte fait partie du genre littéraire des Miroirs des princes. C’est un traité sur le rôle et la responsabilité du roi, en particulier envers l’Église catholique. Jonas a également écrit le De cultu imaginum, qui se rapporte au synode de Paris en 825 et attaque l'évêque iconoclaste Claude de Turin († 827/828), mais ne fut publié qu’en 840, et le De institutione laïcali, publié en deux versions successives aux alentours de 828 ou 829.